# Église Saint-Men de Gourdièges
L'église Saint-Men est une église située en France sur la commune de Gourdièges (Cantal), en région Auvergne-Rhône-Alpes.

## Historique
Au XIe siècle, l’église de Gourdièges fut donnée au monastère de Saint-Flour par Ladiarde, épouse du compteur d'Apchon. À partir de 1354, elle subit des destructions dues aux Anglais. Le beffroi, régulièrement frappé par la foudre, fut reconstruit en 1776 ou en 1896, puis restauré à l’identique en 1896. Il fut de nouveau endommagé en 1920.

### Protection
L'église est inscrite au titre des monuments historiques par arrêté du 19 décembre 1985.

## Description
L’église, de plan rectangulaire, conserve une paroi du chœur datant du XIe siècle. Les murs furent surélevés aux XIVe et XVe siècles pour l’ajout de voûtes d’ogives. Le XVe siècle vit l’ajout de la chapelle nord, du porche et du beffroi.
L’église conserve plusieurs objets répertoriés à l’inventaire de la base Palissy, dont quatre statuettes : Saint Jean-Baptiste, un martyr, Saint Pierre (?) et Saint Paul (?), ainsi qu’un tableau représentant une Crucifixion.